# Euphione squamosa
Euphione squamosa är en ringmaskart som först beskrevs av Delle Chiaje 1827.  Euphione squamosa ingår i släktet Euphione och familjen Polynoidae.
Artens utbredningsområde är havet kring Nya Zeeland. Inga underarter finns listade i Catalogue of Life.